# Gilles Devillers
Pour les articles homonymes, voir Devillers.
Gilles Devillers, né le 12 février 1985 à Gerpinnes, est un coureur cycliste belge professionnel de 2012 à 2013. 

## Biographie
Gilles Devillers devient coureur professionnel en 2012, au sein de l'équipe Landbouwkrediet. Celle-ci prend le nom Crelan-Euphony en 2013, puis disparait à la fin de cette année. En 2014, Gilles Devillers rejoint l'équipe Veranclassic-Doltcini, en catégorie élite sans contrat.

## Palmarès
- 2005
  - Tour des Seychelles :
    - Classement général
    - 3e étape
- 2007
  - 3e du championnat de Wallonie sur route
- 2008
  - 3e étape du Tour de la province de Liège
- 2009
  - 3e du championnat du Hainaut du contre-la-montre
- 2010
  - Romsée-Stavelot-Romsée
  - Classement général du Tour de la province de Liège
  - 2e du championnat du Hainaut sur route
- 2011
  - 3e de la Mi-août en Bretagne
- 2014
  - Champion de Wallonie sur route

## Classements mondiaux
| Année           | 2006   | 2007 | 2008 | 2009 | 2010 | 2011 |
| --------------- | ------ | ---- | ---- | ---- | ---- | ---- |
| UCI Europe Tour | 1 248e |      |      |      | 981e | 588e |